# Live at the Fillmore
A Live at the Fillmore a Testament nevű thrash metal együttes harmadik koncertanyaga, melyet a híres San Franciscó-i Fillmore Auditoriumban rögzítettek a Low album turnéján 1995-ben. Az előző két koncertlemez (Live at Eindhoven és Return to the Apocalyptic City) mindössze négy-négy számot tartalmazott ízelítőként a Testament élő teljesítményéből. A Live at the Fillmore tehát az első teljes koncertalbuma az együttesnek. A koncertfelvételek mellett bónuszként három lírai daluk akusztikus változatát is feltették a lemez végére.

## Dalok
1. The Preacher – 4:20
2. Alone in the Dark – 4:36
3. Burnt Offerings – 5:14
4. A Dirge – 2:03
5. Eerie Inhabitants – 3:50
6. The New Order – 4:31
7. Low – 3:13
8. Urotsukidōji – 3:47
9. Into the Pit – 2:54
10. Souls of Black – 3:39
11. Practice What You Preach – 4:59
12. Apocalyptic City – 5:58
13. Hail Mary – 3:45
14. Dog Faced Gods – 4:46

Akusztikus bónuszok
1. Return to Serenity – 5:55
2. The Legacy – 5:16
3. Trail of Tears – 6:16

### Japán kiadás
1. The Preacher
2. All I Could Bleed (japán bónusz dal)
3. Alone in the Dark
4. Burnt Offerings
5. A Dirge
6. Eerie Inhabitants
7. The New Order
8. Low
9. Urotsukidōji
10. Into the Pit
11. Souls of Black
12. Practice What You Preach
13. Apocalyptic City
14. The Legacy (japán bónusz dal)
15. Hail Mary
16. Dog Faced Gods

Akusztikus bónuszok
1. Return to Serenity
2. The Legacy

## Közreműködők
- Chuck Billy – ének
- Eric Peterson – gitár, szólógitár, akusztikus gitár
- James Murphy – gitár, szólógitár, akusztikus gitár
- Greg Christian – basszusgitár
- Jon Dette – dob

## Külső hivatkozások
- Testament hivatalos honlap
- Testament myspace oldal